# Ван дер Ваальс (лунный кратер)
Кратер Ван дер Ваальс (лат. Van der Waals) — большой ударный кратер в южном полушарии обратной стороны Луны. Название присвоено в честь голландского физика, лауреата Нобелевской премии по физике в 1910 г., Яна Дидерика Ван-дер-Ваа́льса (1837 — 1923) и утверждено Международным астрономическим союзом в 1970 г. Образование кратера относится к донектарскому периоду.

## Описание кратера

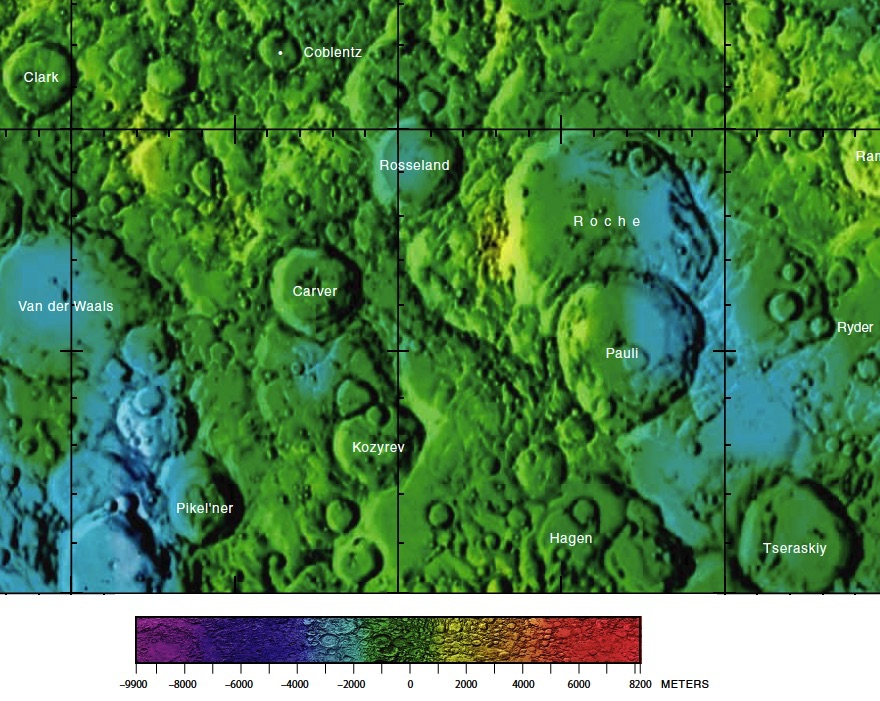
Окрестности кратера Ван дер Ваальс. Фрагмент карты обратной стороны Луны.

Ближайшими соседями кратера являются кратер Погсон на западе; кратер Бьеркнес на северо-западе; кратер Кларк на севере; кратер Кобленц на северо-востоке; кратер Карвер на востоке; кратер Козырев на юго-востоке; кратер Пикельнер на юге-юго-востоке и кратер Лебедев на юго-западе. Селенографические координаты центра кратера 43°34′ ю. ш. 119°59′ в. д. / 43,56° ю. ш. 119,98° в. д., диаметр 113,4 км, глубина 2,9 км.
За время своего существования кратер значительно разрушен и сглажен. Южная часть вала практически сравнялась с окружающей местностью. К северо-западной части вала примыкает сателлитный кратер Ван дер Ваальс W (см.ниже), к юго-восточной – сателлитный кратер Ван дер Ваальс H. Высота вала над окружающей местностью 1510 м, объем кратера составляет приблизительно 10900 км³. Дно чаши кратера сравнительно плоское, без приметных структур, отмечено множеством мелких кратеров.

## Сателлитные кратеры
| Ван дер Ваальс | Координаты                                              | Диаметр, км |
| -------------- | ------------------------------------------------------- | ----------- |
| B              | 41°22′ ю. ш. 121°30′ в. д. / 41,37° ю. ш. 121,5° в. д.  | 15,8        |
| C              | 41°03′ ю. ш. 124°20′ в. д. / 41,05° ю. ш. 124,34° в. д. | 22,9        |
| H              | 44°46′ ю. ш. 122°32′ в. д. / 44,77° ю. ш. 122,53° в. д. | 32,8        |
| K              | 46°16′ ю. ш. 122°49′ в. д. / 46,27° ю. ш. 122,82° в. д. | 48,0        |
| W              | 41°41′ ю. ш. 117°56′ в. д. / 41,69° ю. ш. 117,94° в. д. | 44,3        |

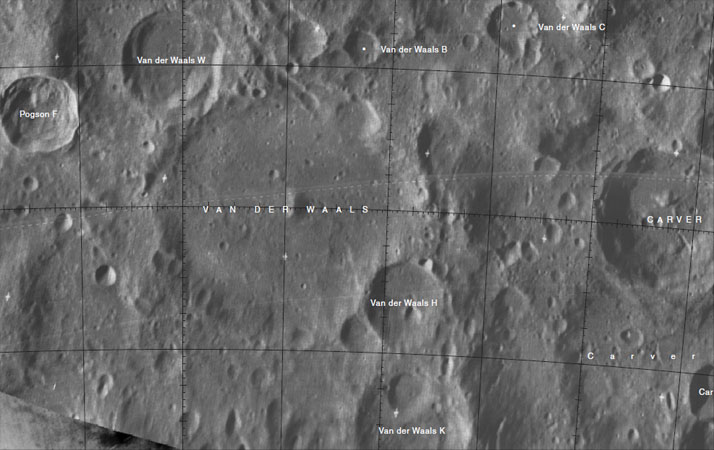
Фрагмент карты LAC-117.

- Образование сателлитного кратера Ван дер Ваальс W относится к раннеимбрийскому периоду[1].